# Epirus (historische Region)

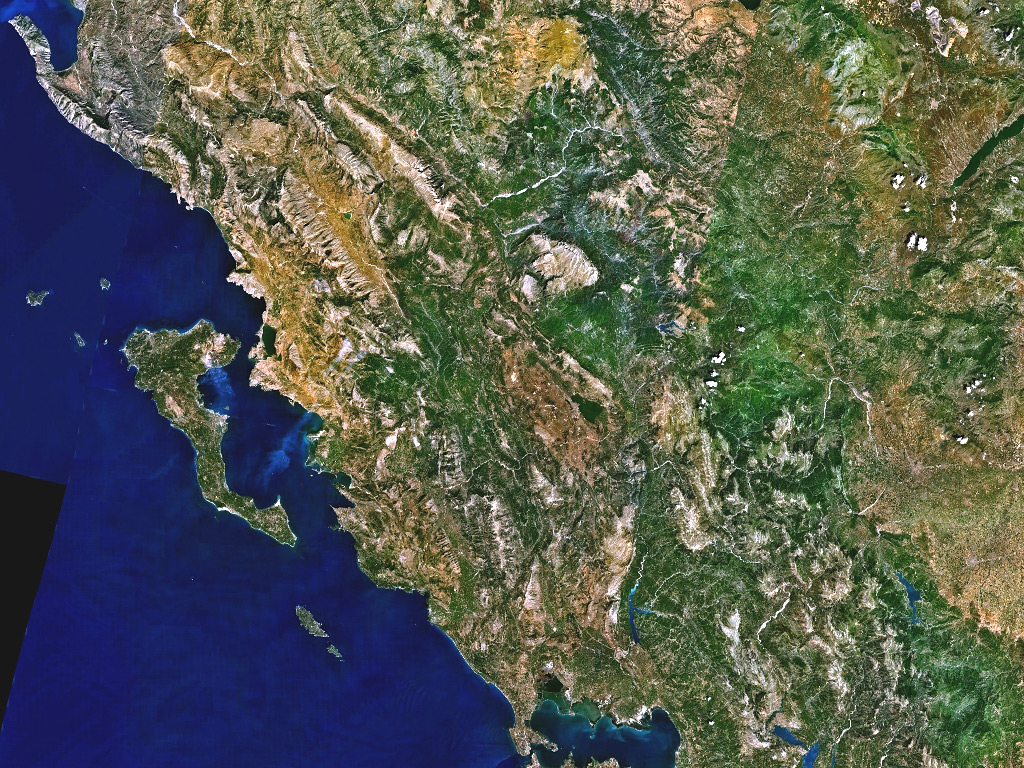
Satellitenbild der Region, links die Insel Korfu

Epirus (neugriechisch Ήπειρος Ípiros (f. sg.); altgriechisch Ἤπειρος Ḗpeiros, deutsch ‚Festland, Kontinent‘; albanisch Epir[-i]; lateinisch Ēpīrus) ist eine historisch-geographische Region im Südwesten der Balkanhalbinsel. Sie erstreckt sich entlang der Küste des Ionischen Meeres vom Ambrakischen Golf im Süden bis zum Ceraunischen Gebirge bei Himara und Oricum im Norden. Das Gebiet gehört heute teils zu Griechenland, teils zu Albanien. Im Allgemeinen wird heute nur mehr der Südteil als Epirus bezeichnet. Er bildet dort die gleichnamige griechische Region.
In Epirus liegt Dodona, das in der Antike nach Delphi die bedeutendste Orakelstätte Griechenlands war.

## Geographie

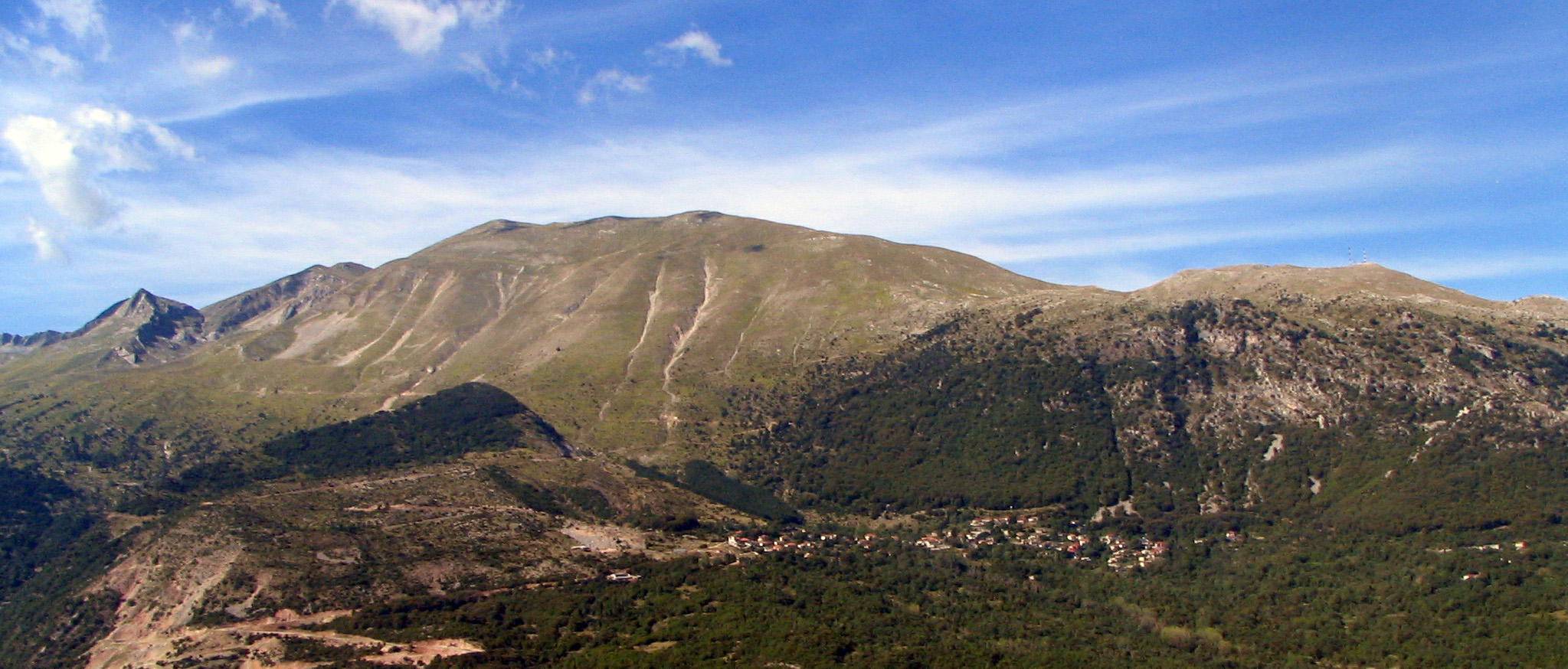
Pindos-Gebirge

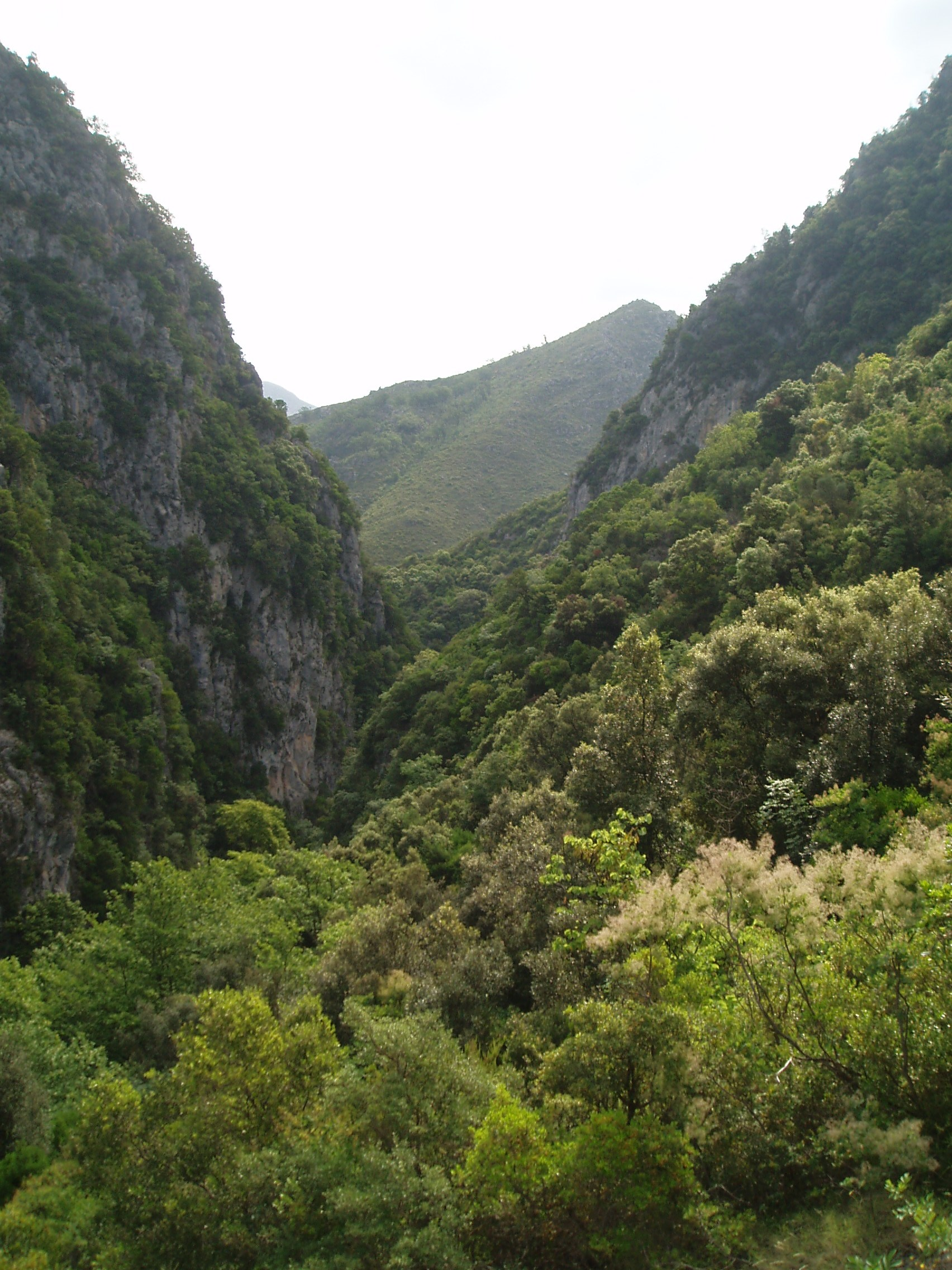
Im Tal des Acheron

Während die Südgrenze von Epirus durch den Golf von Ambrakia klar markiert ist und das Pindosgebirge im Osten eine natürliche Barriere zu Thessalien und Makedonien bildet, ist die Nordgrenze in der Antike vor allem im Landesinneren nicht klar auszumachen. Epirus ist von zahlreichen Gebirgszügen und tief eingeschnittenen Tälern geprägt. Nur am Ambrakischen Golf, um den Pamvotida-See und am Butrintsee gibt es größere Ebenen. Die epirotischen Flüsse entspringen alle im Pindosgebirge; der Arachthos, der Acheron, der Louros und der Thyamis (Kalamas) münden ins Ionische Meer. Der Aoos fließt nach Nordwesten in die Adria. Von Norden nach Süden gliederte sich Epirus in die küstennahen Teilregionen Chaonia, Cestrine und Thesprotia. Im Inneren schlossen sich die Molossis und im Nordosten das Gebiet der Antintaner an.
In der Antike und im Mittelalter war die Region noch waldreicher als heute, wiewohl besonders der griechische Teil auch gegenwärtig noch viel Wald besitzt.
Im späten Mittelalter wurde die Ausdehnung der Landschaft Epirus mit der des 1204 entstandenen Despotats gleichgesetzt. Dieses Fürstentum umfasste im 13. Jahrhundert auch weite Teile Mittelalbaniens und reichte im Süden über Arkananien bis an den Golf von Korinth.
Im äußersten Nordosten von Epirus liegen am Oberlauf des Devoll die Ebenen von Bilisht und Korça. Diese werden erst seit dem 19. Jahrhundert zu Epirus gerechnet, und dies auch nur aus der griechischen Sicht. In der Antike war diese Region illyrisches Siedlungsgebiet und am ehesten öffnet sich das von Bergen umschlossene Gebiet noch in Richtung Ohrid- und Prespasee, also zu den makedonischen Landschaften Lynkestis und Orestis. In der mittelalterlichen Kirchenorganisation unterstand die Region dem Erzbistum Ohrid. Die Osmanen ließen die Ebene von Korça ebenfalls von Makedonien aus verwalten; das Gebiet gehörte zum Vilayet von Monastir. Als es im 19. Jahrhundert um die Aufteilung der europäischen Türkei ging, beanspruchte Griechenland Korça als Teil von Epirus für sich.

## Geschichte

### Urgeschichte
Nur durch Ähnlichkeiten mit datierten Industrien anderer Großräume lassen sich wenige Artefakte dem Mittelpaläolithikum zuweisen, wie etwa Kokkinopilos das Eigenschaften des Moustérien aufweist, dazu einen Faustkeil, der auf 150.000 bis 200.000 Jahre datiert wurde.
Lager von Jägergruppen lassen sich ab etwa 16.000 v. Chr., als das Klima milder und trockener wurde, auch in höheren Regionen von Epirus belegen. Im Sommer zogen diese ins Pindos-Gebirge, das für die Tierherden attraktiver wurde, da die Ebenen zunehmend verwaldeten. Die Klithi-Höhle in Nord-Epirus bei Konitsa wurde von diesen späteiszeitlichen Jägern in der warmen Jahreszeit für mehrere Monate aufgesucht. Dies geschah zwischen 16.500 und 13.000 BP. 99 % der Knochen, die sich in der Höhle fanden, stammen von Ziegen und Gämsen. Während in den Ebenen und Tälern die pflanzliche Nahrung erhebliche Bedeutung hatte, spielte sie im Gebirge kaum eine Rolle. Im Gegensatz zu Klithi kam es an der Fundstätte bei Kastritsa wohl zum Zusammentreffen zahlreicher Jägergruppen. Die dritte wichtige Fundstätte in Epirus, Asprochaliko, stellt die älteste Fundstätte dieser Jagdgruppen dar (26.000 BP).

### Antike

#### Epirus am Rand der griechischen Staatenwelt
Aus der späten Bronzezeit sind verstreut in ganz Epirus recht zahlreiche Funde bekannt geworden, die auf eine dichtere Besiedlung des Landes zeitgleich mit dem Beginn der Mykenischen Kultur im zentralen Griechenland schließen lassen. Mykenische Keramik und einzelne Metallfunde dieser Kultur zeigen, dass die Bewohner von Epirus in jener frühen Epoche (nach 1600 v. Chr.) Beziehungen zu den mykenischen Griechen hatten. Wer aber diese Epiroten der späten Bronzezeit waren, liegt im Dunkeln. Ebenso wenig weiß man, was in Epirus nach dem Ende der mykenischen Palastzeit im südlichen und zentralen Griechenland (ab ca. 1200 v. Chr.) geschah.
Zunächst noch spärliche Informationen über Epirus sind seit der Mitte des 8. Jahrhunderts v. Chr. überliefert. In dieser Zeit ist Dodona als Kultstätte im Gebiet der Thesproter belegt, ob neu- oder wiedereingerichtet vermochte die archäologische Forschung noch nicht zu klären. Etwa zur selben Zeit, jedenfalls vor 700 v. Chr., gründeten die Elier einige Kolonien im Mündungsgebiet des Acheron: Pandosia, Elaia, Bouchetion und Elatreia. Damit kamen der südliche Epirus und besonders die Thesproter in engeren Kontakt mit den Griechen. Nach 650 v. Chr. kam an der Mündung des Arachthos die korinthische Kolonie Ambrakia hinzu. Sie war der wichtigste Platz für den Handel der Griechen mit Epirus.
Die Epiroten siedelten in kleinen offenen Dörfern; Städte gab es abgesehen von den wenigen griechischen Kolonien nicht. Insgesamt teilten sich drei große Stammesverbände Epirus: die Chaonier im Norden, die Thesproter im Süden und die Molosser im Landesinneren. Jeder von ihnen gliederte sich wiederum in mehrere Teilstämme. Chaonier, Thesproter und Molosser bildeten in jener Zeit autonome Verbände, zwischen denen es keine engeren politischen Beziehungen gab. Während bei den ersten beiden das Königtum schon abgeschafft war und die Macht bei den Stammesversammlungen lag, hatten die Molosser noch Könige, die im Krieg den Oberbefehl über das Heer hatten. Die Chaonier dagegen wählten dafür zwei Vorsteher (πρόστατοι) aus dem Adel. Die tribale Organisation des Landes blieb bis in die hellenistische Zeit bestehen.
Die ethnische Zugehörigkeit der epirotischen Stämme ist unsicher. Einerseits weisen ihre gesellschaftliche Organisation und ihre materielle Kultur Übereinstimmungen mit denen der nördlich benachbarten Illyrer auf, andererseits ist Epirus von den Griechen in ihren Mythen- und Sagenkreis integriert worden. So soll das Königreich Epirus vom trojanischen Prinzen Helenos gegründet worden sein, der wie der Vorvater Roms, Aeneas, den Fall Trojas überlebt hatte. Das molossische Königshaus der Aiakiden führte seine Abstammung auf den homerischen Helden Achilles bzw. dessen Sohn Pyrrhos zurück. Mindestens seit dem 6. Jahrhundert v. Chr. wurde in Epirus griechisch geschrieben, wie in Dodona aufgefundene Inschriftentäfelchen ausweisen. Gleichwohl galten die Epiroten den Griechen noch im 5. Jahrhundert nicht als ihresgleichen. Sie durften nicht an den Olympischen Spielen teilnehmen und als Perikles 448 v. Chr. alle Griechen zu einem panhellenischen Kongress nach Athen einlud, galt Ambrakia als äußerster griechischer Außenposten im Nordwesten. Im Laufe des 4. Jahrhunderts v. Chr. dürfte Epirus dann sprachlich wie kulturell weitgehend hellenisiert worden sein.
429 v. Chr. waren Chaonier, Thesproter und Molosser mit den Spartanern verbündet und beteiligten sich auf dem westlichen Kriegsschauplatz des Peloponnesischen Krieges am Angriff auf Amphilochia und Akarnanien. Zu dieser Zeit waren die Chaonier die führende Macht unter den Epiroten. Im späten 5. Jahrhundert v. Chr. drangen die Molosser in die Ebene von Hellopia vor; sie übernahmen auch die Herrschaft über die Orakelstätte von Dodona, die bis dahin den Thesprotern gehört hatte. Damit begann der Aufstieg der Molosser zum mächtigsten Stamm in Epirus. Dies ging mit einer außenpolitischen Neuorientierung einher. Die Molosser verbündeten sich mit Athen. Ihr König Tharyps hatte seine Jugend in der Stadt verbracht und war schließlich mit dem athenischen Bürgerrecht geehrt worden. 385 v. Chr. folgte Alketas seinem Vater als König nach. Unter seiner Führung traten die Molosser dem zweiten attischen Seebund bei, wodurch sich die Beziehungen Epirus zur griechischen Staatenwelt deutlich intensivierten.

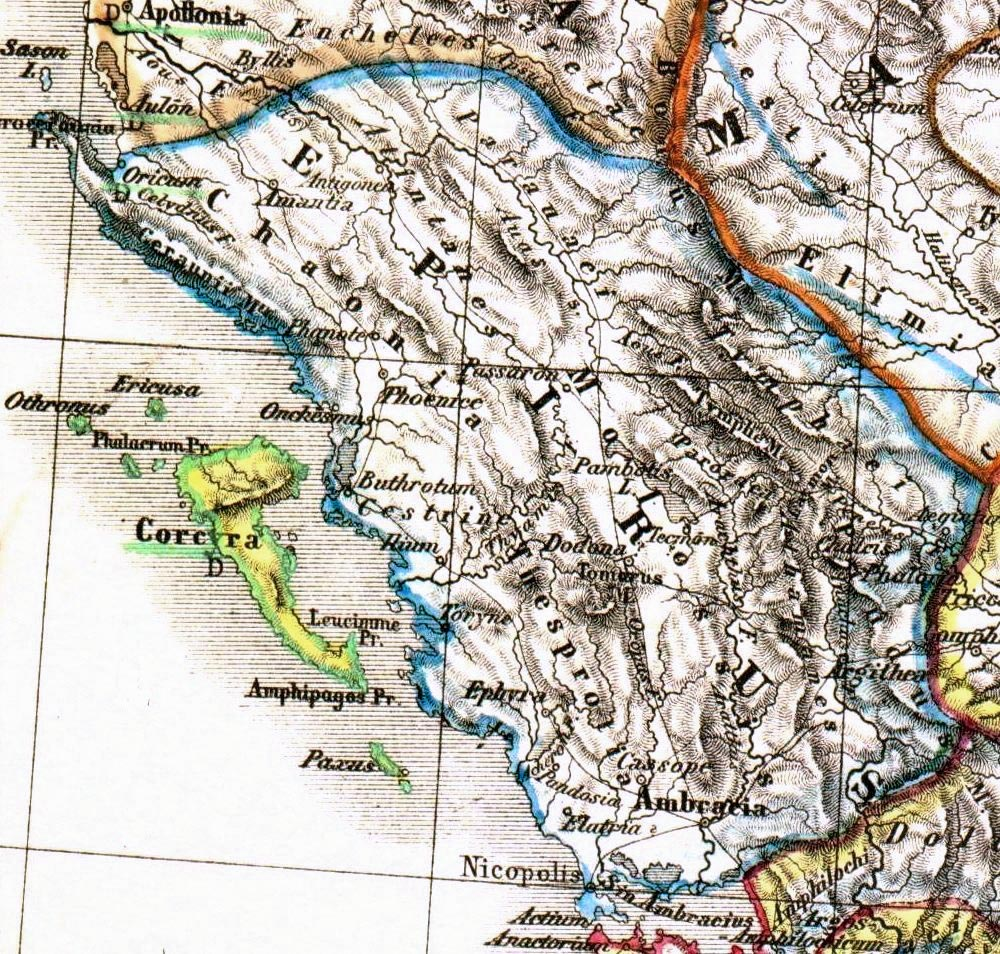
Epirus in der Antike (nach Heinrich Kiepert 1902)

Die engere Bindung an das griechische Kerngebiet scheint sich auch kulturell und wirtschaftlich ausgewirkt zu haben: Im 4. Jahrhundert v. Chr. ist die Urbanisierung der epirotischen Landschaften zu beobachten. Durch den Ausbau bestehender Siedlungen oder die Zusammenlegung von mehreren Dörfern wurden eine Reihe von Städten begründet (z. B. Kassope und Orraon in Thesprotia, der molossische Hauptort Passaron oder Phoinike bei den Chaoniern). Diese Poleis wurden aber nicht autonom, sondern blieben Teil der Stammesbünde, in deren Gebiet sie lagen.
Mit den Molossern als Kern bildete sich im 4. Jahrhundert v. Chr. ein Koinon epirotischer Stämme heraus. Es gab eine Bundesversammlung, in der jährlich einer der Stämme den Vorsitz führte. Sie war das maßgebliche Organ in allen innenpolitischen Fragen und sie wählte auch einige gemeinsame Bundesbeamte. Daneben standen die molossischen Könige aus der Aiakidendynastie, die das Heer der Epiroten führten und auch die Außenpolitik maßgeblich bestimmten. Jährlich musste der König am Zeusaltar von Passaron einen Eid leisten, die Gesetze und Vereinbarungen des Bundes zu achten.
Mitte des 4. Jahrhunderts kam es in Epirus zu zahlreichen Machtkämpfen, die das Land schwächten, Einfälle der Illyrer begünstigten und die Epiroten in Abhängigkeit von Makedonien geraten ließen. Schon 357 v. Chr. hatte Philipp II. die molossische Königstochter Olympias geheiratet. Der makedonische König marschierte 352/50 v. Chr. in Epirus ein, um in innere Auseinandersetzungen der Aiakiden einzugreifen. Philipp protegierte Olympias’ jüngeren Bruder Alexander. Dieser lebte seit 353 v. Chr. am makedonischen Hof in Pella. 343/42 v. Chr. hat Philipp den molossischen König Arybbas vertrieben und seinen Schwager an dessen Stelle gesetzt.
Obwohl Alexander weiterhin eng mit dem makedonischen Herrscherhaus verbunden blieb, wozu seine Heirat mit Philipps Tochter Kleopatra im Jahre 336 v. Chr. beitrug, betrieb er eine eigenständige und recht erfolgreiche Politik. Bald erkannten ihn die Stämme als Hegemon des Bundes an und mit seinem Heer stellte Alexander einen gewichtigen regionalen Machtfaktor dar. Als er 332 auf einem Feldzug in Lukanien starb, hinterließ er aber ein Machtvakuum, das Epirus erneut in innenpolitische Wirren stürzte, die erst Jahrzehnte später endeten, als sich Pyrrhos I. 297 v. Chr. dauerhaft als König etablieren konnte. In dieser Zeit entstand die Symmachie der Epiroten, die nun auch die Chaonier im Norden mit einschloss. Die Molosser blieben zwar die Vormacht und ihre Könige waren Hegemon des Bundes, aber die anderen Stämme konnten ihr politisches Gewicht nun wieder vergrößern.
Pyrrhos’ Regierungsjahre waren durch weitreichende Eroberungspläne geprägt. Der König wollte seinem Verwandten Alexander von Makedonien nacheifern und er beteiligte sich intensiv am Kampf um die Neuaufteilung des griechisch-ägäischen Raums. 291 v. Chr. geriet Pyrrhos in Konflikt mit dem Makedonenkönig Demetrios Poliorketes. Dieser nahm ihm die kurz zuvor als Mitgift gewonnene Insel Korfu ab. 288 aber siegte Pyrrhos auf der ganzen Linie. Er erreichte, dass die Makedonen den als grausam verschrienen Demetrios absetzten und ihn selbst zum König ausriefen. Er konnte sich aber nur bis 284 v. Chr. halten; dann gab er insbesondere Lysimachos nach, ließ sich seine Thronansprüche abkaufen und stellte eine starke Armee zusammen. Von 280 bis 275 v. Chr. versuchte Pyrrhos sich bei den Westgriechen in Unteritalien und auf Sizilien ein Reich zu erobern, scheiterte jedoch. Nach seiner Rückkehr beteiligte sich Pyrrhos bis zu seinem Tod wieder an den innergriechischen Kriegen.
Auch Pyrrhos’ Sohn Alexander setzte die riskante kriegerische Politik fort; er eroberte fast ganz Makedonien, verlor dieses und auch sein eigenes Königreich bald darauf, konnte Epirus aber mit Hilfe der Aitoler zurückerobern.

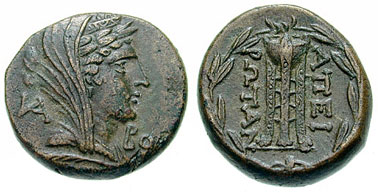
Münze des epirotischen Bundes

Nach Alexanders Tod (242 v. Chr.) gab es unter den Aiakiden keinen tatkräftigen Nachfolger, außerdem war die Dynastie durch die selbstherrlich und letztlich erfolglos geführten Kriege diskreditiert. Nach einem Jahrzehnt innerer Unruhen schafften die Epiroten die Monarchie im Jahr 232 v. Chr. ab und wandelten die Symmachie in ein Koinon um. Die Führungsrolle im Koinon ging von den Molossern an die Chaonier über. Tagungsort der Bundesversammlung war neben dem kultisch bedeutsamen Dodona die Hauptstadt der Chaonier, Phoinike. Nach dem Sturz der Aiakiden löste sich eine Reihe von Städten aus dem Bund der Epiroten und gewann die politische Autonomie. Die südlichen Regionen Athamania, Ambrakia und Amphilochia schlossen sich dem Aitolischen Bund an.
Im Ersten Makedonischen Krieg (215–205 v. Chr.) blieben die Epiroten neutral. Kriegsschauplätze der Auseinandersetzung zwischen Römern, Illyrern, Makedonen und Aitolern waren Südillyrien und Akarnanien, die unmittelbar nördlich bzw. südlich an Epirus grenzen. Weil Rom durch den Angriff der Punier in Italien geschwächt war, konnten die Epiroten im Jahr 205 v. Chr. Verhandlungen anbahnen, die dann in Phoinike stattfanden und auf Basis des status quo ante zum Frieden führten. Auch während des Zweiten Makedonischen Krieges (200–197 v. Chr.) wahrten die Epiroten ihre Neutralität.
Perseus, der seit 179 v. Chr. König von Makedonien war, sammelte in den folgenden Jahren Bündnispartner, da ein Krieg mit Rom absehbar war. Viele griechischen Städte traten auf seine Seite; Athen, der Achäische Bund und die Epiroten verbündeten sich hingegen mit den Römern. 171 v. Chr. begann der dritte Makedonische Krieg, und zunächst konnte Perseus einige Erfolge erzielen. Als er im Jahr 170 v. Chr. einige Städte in Illyrien eroberte, fiel ein Teil der Oberschicht von den Römern ab und ging zu den Makedonen über. Dieser Treuebruch bot – neben der Unzufriedenheit des Heeres wegen zu geringer Beute – den Vorwand, unter dem Lucius Aemilius Paullus nach Kriegsende in Epirus einmarschierte und die römischen Soldaten ausgiebig plündern ließ. Dass dabei 70 Orte zerstört und 150.000 Menschen in die Sklaverei geführt worden seien, dürfte eine Übertreibung des Livius sein, denn im Lande gab es nicht einmal drei Dutzend Städte.

#### Im Römischen Reich

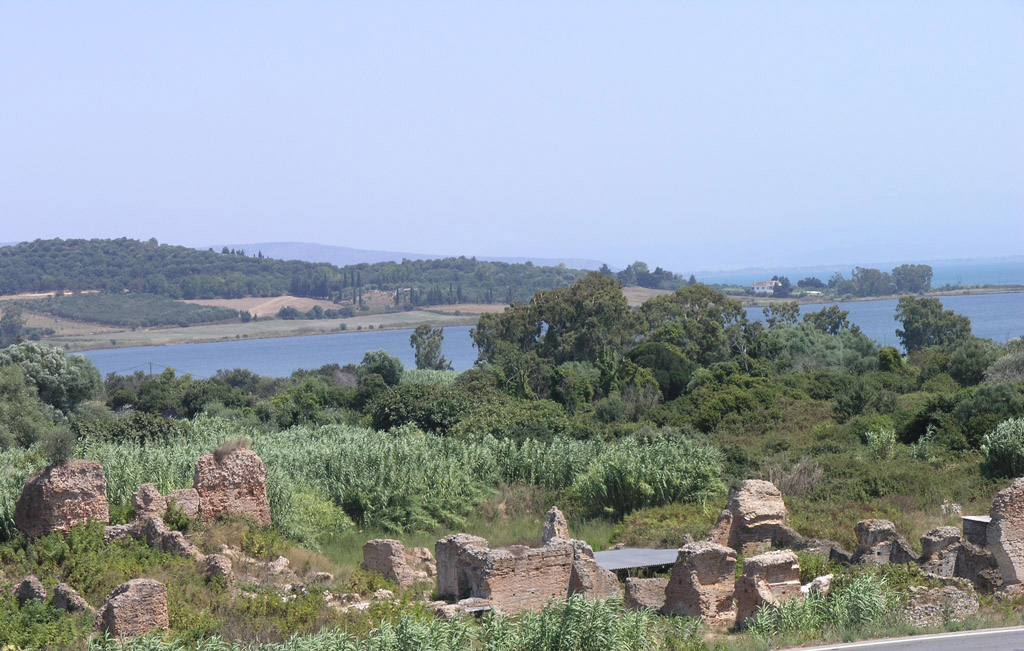
Ruinen der römischen Stadt Nikopolis

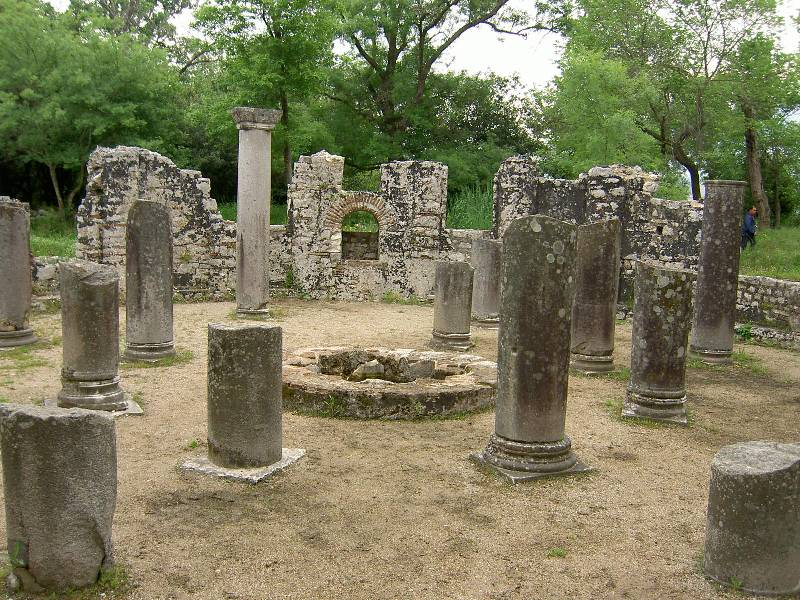
Frühchristliches Baptisterium, Butrint

Epirus wurde Teil der im Jahr 146 v. Chr. eingerichteten römischen Provinz Macedonia. Das Koinon der Epiroten löste sich mehr und mehr auf; kleinere regionale Städtebündnisse, so zum Beispiel das Koinon der Praesebes um Butrint, bestanden fort und bildeten die Basis der politischen Organisation in Epirus bis weit in die Kaiserzeit hinein. Nach dem Ende des römischen Bürgerkriegs erlebte die Region eine mehrhundertjährige Periode des Friedens und der Prosperität. Im Süden legte Kaiser Augustus zum Andenken an den Sieg von Actium die Kolonie Nikopolis an, die nicht zuletzt wegen der kaiserlichen Steuerbefreiung schnell zur mit Abstand größten und wirtschaftlich stärksten Stadt des Landes heranwuchs. Sie war als Hafen eine wichtige Station auf dem Weg von Italien in den Osten des Reiches. 27 v. Chr. war Epirus der neuen senatorischen Provinz Achaea zugeordnet worden; von Kaiser Vespasian wurde das Land aber als eigene kaiserliche Provinz konstituiert. Der 50 Kilometer lange Aquädukt von Nikopolis versorgte die Stadt mit frischem Wasser. Bei der Neugliederung des Reiches unter Kaiser Diokletian wurden die Provinzen Epirus nova und Epirus vetus gebildet, wobei letztere die historische Landschaft Epirus umfasste.
Das Christentum verbreitete sich früh in Epirus und womöglich geht die erste christliche Gemeinde in Nikopolis auf den Apostel Paulus zurück, der in der epirotischen Stadt einige Monate zubringen wollte. Nicopolis wurde später Metropolitansitz für ganz Epirus. 787 n. Chr. ist zum letzten Mal ein Bischof aus dieser Stadt als Teilnehmer eines Konzils belegt; bald darauf wurde Nikopolis endgültig aufgegeben. In Erinnerung an den wichtigen Erzbischofssitz führt noch heute das epirotische Bistum von Preveza den Doppelnamen Nikopolis-Preveza.
Bei der Teilung des Römischen Reiches (395 n. Chr.) wurde Epirus Teil des Ostens.
Anfang des 5. Jahrhunderts n. Chr. verwüsteten die Goten unter Alarich auch Epirus, ehe sie vom Balkan nach Italien abzogen. Danach stabilisierte sich die oströmische Herrschaft in Epirus und Südillyrien wieder. Unter den Kaisern der thrakischen und der justinianischen Dynastie erlebte die Region erneut eine längere Blütezeit, währenddessen die weiter nördlich gelegenen Balkanprovinzen immer wieder unter den Einfällen der Barbaren zu leiden hatten.

### Mittelalter
Seit dem 7. Jahrhundert siedelten sich auch im Epirus Slawen an. Sie ließen sich vor allem im gebirgigen Binnenland nieder. Dort machten sie für lange Zeit einen Großteil der ansässigen Bevölkerung aus. Zahlreiche slawische Ortsnamen legen ein beredtes Zeugnis davon ab. Das ausgedehnte Bergland nördlich von Ioannina – die antike Molossis – trägt noch heute den slawischen Namen Zagoria. Die küstennahen Gebiete in Epirus blieben aber griechisch. Hier überdauerte in Teilen die spätantike Stadtkultur. Auch wenn viele antike Städte irgendwann aufgegeben wurden, traten doch oft Neugründungen an ihre Stelle (z. B. Ambrakia → Arta, Nikopolis → Preveza).
Zur Verteidigung des Balkans übertrugen die Byzantiner im 8. Jahrhundert die Themen-Organisation aus Kleinasien nach Europa. Epirus bildete fortan das Thema Nikopolis. Trotzdem kam die Region am Ende des 9. Jahrhunderts für einige Jahrzehnte unter bulgarische Herrschaft. Der Sieg Zar Simeons I. in der Schlacht von Bulgarophygon (896) ermöglichte den Bulgaren auch die Besetzung von Epirus. Teile des Landes blieben sogar bis Anfang des 11. Jahrhunderts bulgarisch, ehe Kaiser Basileios II. 1018 das erste Bulgarenreich endgültig zerschlug. Die vorübergehende bulgarische Herrschaft stärkte das slawische Element in der epirotischen Bevölkerung. Die Hellenisierung bzw. Albanisierung der epirotischen Slawen dauerte sehr lange und ist erst im 17. Jahrhundert unter den Osmanen zum Abschluss gekommen.
Von 1081 und 1108 hatte Epirus mehrfach unter Angriffen der süditalienischen Normannen unter Robert Guiskard bzw. dessen Sohn Bohemund von Tarent zu leiden. 1085 gelang den Angreifern sogar die Einnahme von Ioannina. Nachdem Bohemund vor Durazzo gegen das byzantinische Heer gescheitert war, konnte ihn Kaiser Alexios I. im Vertrag von Devol binden. Vorläufig erfolgten keine neuen Angriffe aus dem Westen.

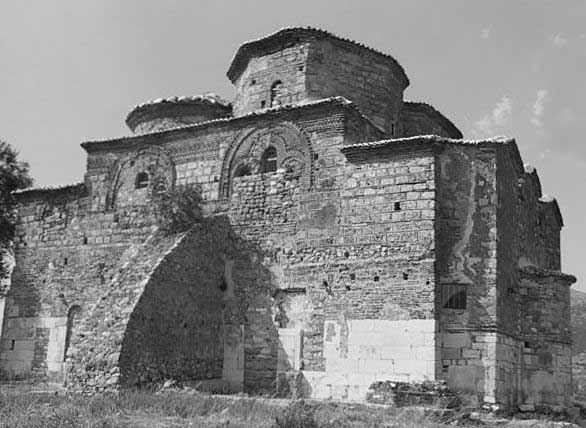
Kirche von Mesopotam (13. Jahrhundert)

Als das Byzantinische Reich nach der Eroberung Konstantinopels durch die Kreuzfahrer 1204 zerfiel, entstand unter Michael I. Angelos das Despotat Epirus als einer der griechisch dominierten Nachfolgestaaten. In den ersten Jahrzehnten seiner Existenz war das epirotische Fürstentum ein ernsthafter Konkurrent des nicäischen Kaisertums bei der Wiederherstellung des griechischen Reiches. Die Despoten Michael I. und Theodoros I. konnten ihren Staat durch Eroberungen im Osten und im Norden auf Kosten der Lateiner und Bulgaren bedeutend erweitern.
Zeitweise herrschten sie auch über Makedonien, Thessalien und Mittelalbanien. Nach dem Verlust Thessalonikis 1230 wurden die epirotischen Despoten aber rasch von Nicäa überflügelt. An der ionischen Küste konnten sie sich jedoch behaupten, und während des gesamten 13. Jahrhunderts stand Epirus in zahlreichen Kriegen auf Seiten der Feinde des byzantinischen Kaisers. Vom Westen her versuchten die neapolitanischen Angevinen erfolgreich an der epirotischen Küste Fuß zu fassen. Despot Nikephoros I. musste 1294 seine Tochter Thamar mit Philipp von Tarent verheiraten und in diesem Zusammenhang die Oberlehensherrlichkeit von dessen Vater König Karls II. von Neapel anerkennen.
Neben den Griechen und den bereits erwähnten Slawen traten im Mittelalter noch zwei weitere Ethnien auf den Plan der epirotischen Geschichte. Dies waren die Aromunen und die Albaner. Erstere sind entweder Nachfahren lateinisch sprechender römischer Provinzialen oder irgendwann im Mittelalter aus dem Norden nach Epirus gekommen. Für die Albaner gilt letzteres in jedem Falle. Sie kamen seit dem 13. Jahrhundert ins Land. Die von beiden Völkern betriebene transhumante Weidewirtschaft begünstigte ihre Ausbreitung. Viele Walachen und Albaner traten auch als Söldner in die Dienste lokaler Fürsten. Manchen gelang durch Kriegsdienst und Belehnung auch der Aufstieg in den Adelsstand.
1318 wurde die Eparchie von Ioannina zum zweiten Metropolitansitz der griechischen Kirche in Epirus erhoben, weil die Stadt als Residenz der epirotischen Despoten von politischer Bedeutung war.
Begünstigt durch die Entvölkerung des Landes durch die Pest, eroberte der serbische Zar Stefan Dušan 1348 Epirus. Nach seinem Tod zerfiel das serbische Reich, und das Despotat wurde erneut ein eigenständiges Fürstentum. Dušans Bruder Simeon wurde 1356 aus Epirus vertrieben, und der vormalige Despot Nikephorus II. übernahm erneut die Herrschaft. Die Macht des Despoten sank aber beständig, und die direkte Herrschaft lag in vielen Teilen des Landes bei den Lehnsleuten (darunter Albaner, Serben und Lateiner). Die folgenden Jahrzehnte waren von ständigen Auseinandersetzungen einer Vielzahl lokaler Herrscher geprägt. Dies sollte den Türken die Eroberung des Landes später sehr erleichtern. Als Nikephorus 1359 starb, verfiel die fürstliche Gewalt vollends, in den meisten Städten des Binnenlands setzten sich albanische Clanchefs als lokale Herrscher durch, während einige Küstenorte von neapolitanischen Vasallen gehalten wurden.

### Osmanische Ära
Ende des 14. Jahrhunderts wurden große Teile von Epirus erstmals von den Türken erobert. 1430 fiel Ioannina an die Osmanen. 1443 konnte der albanische Fürst Skanderbeg seinen Machtbereich für kurze Zeit bis nach Epirus ausdehnen. Gjin Muzaka und Pjetër Shpata, zwei albanische Dynasten aus dem Norden des Landes, beteiligten sich auch an der von Skanderbeg gegen die Türken gebildeten Liga von Lezha. 1449 eroberten die Türken Arta. Die Venezianer verloren bis 1479 fast alle ihre Besitzungen im Land. Nur die Orte Butrint und Parga blieben bis zum Ende der Markusrepublik (1797) unter ihrer Kontrolle.

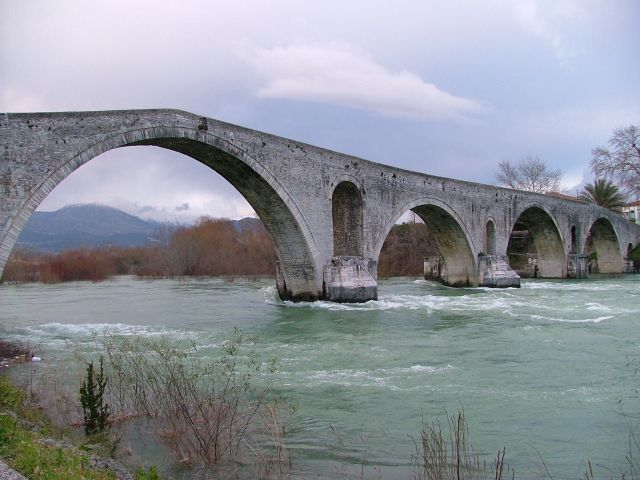
Brücke von Arta von 1612

Die Errichtung der osmanischen Herrschaft hatte weitreichende – und dabei nicht nur negative – Folgen für Epirus. Während das Land im 14. und 15. Jahrhundert unter den nicht enden wollenden Kriegen der lokalen Fürsten und auswärtigen Mächte litt, herrschte seit 1480 Frieden im Land, der abgesehen von kleineren Aufständen rund 300 Jahre anhielt. Im ersten Jahrhundert der osmanischen Herrschaft waren die Verwaltung effizient und die Steuern niedrig, was sich auch in Epirus positiv auswirkte, obwohl das Land nicht zu den wirtschaftlich bedeutenden Provinzen des Reiches gehörte. Ein Teil des bebauten Landes wurde in Timare (Militärlehen) zur Unterhaltung der Sipahi umgewandelt, was im Vergleich zur vorangegangenen Feudalherrschaft zunächst eine Besserstellung der abhängigen Bauern bedeutete. Mit dem Niedergang der Sipahi-Truppe im 17. Jahrhundert kamen die meisten Timare in die Hände von Großgrundbesitzern, die dann die bäuerlichen Abgaben stark erhöhten.
Die religiöse Fremdherrschaft der Muslime wurde in Epirus durch eine Reihe von Privilegien für einzelne Orte oder Gruppen der unterworfenen christlichen Bevölkerung gemildert. So erhielt Ioannina von Ghazi Sinan Pascha, dem Eroberer des Epirus, Steuererleichterungen und die Freiheit des Handels zugesagt, weil die Einwohner die Stadt kampflos übergeben hatten. Die Dörfer der Walachen im Pindosgebirge erhielten teils als Derbendschi (Passwächter), teils als Orte zum Unterhalt der Valide Sultan (Mutter des Sultans), lokale Selbstverwaltung, steuerliche Privilegien, die sie mit der muslimischen Bevölkerung gleichstellte, ohne dass sie ihren Glauben wechseln mussten. Die Himarioten erhielten 1492 durch ein Abkommen mit Sultan Bayezid II. Autonomierechte. In vielen abgelegenen und gebirgigen Gegenden blieb die türkische Herrschaft immer begrenzt.

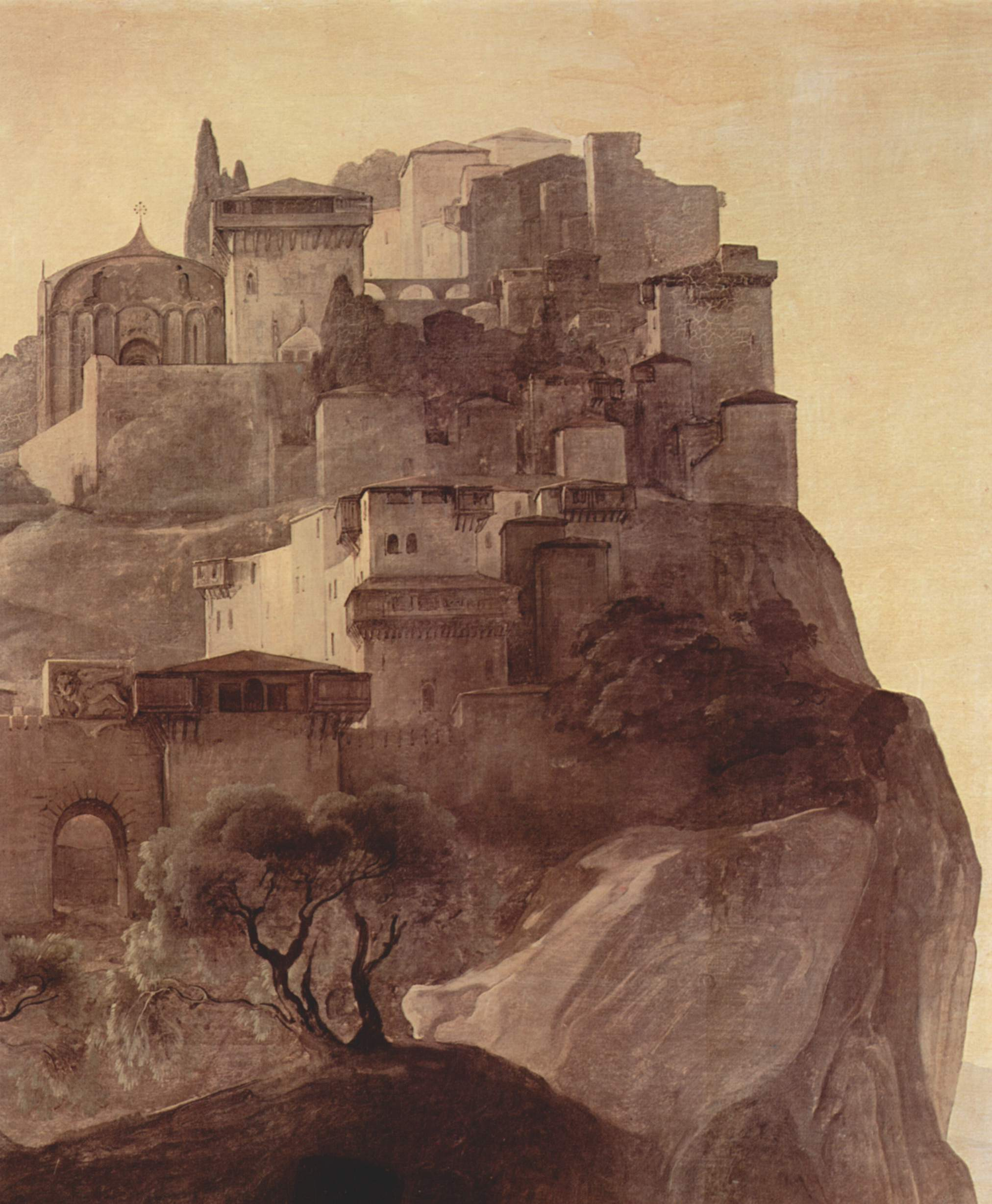
Das befestigte Parga im 19. Jahrhundert, Gemälde v. Francesco Hayez (Ausschnitt)

Andernorts freilich war die osmanische Herrschaft auch mit religiöser Unterdrückung verbunden, Kirchen wurden enteignet und in Moscheen umgewandelt, so auch die Metropolitankirche in Ioannina. Vom Ende des 15. Jahrhunderts an verließen zehntausende orthodoxe Epiroten ihre Heimat und siedelten sich in Italien an, wo sie ihre religiösen Traditionen in eigenen Kirchen zum Teil bis heute bewahren konnten. Die Osmanen wurden Anfang des 17. Jahrhunderts in der Gegend von Ioannina durch einen Aufstand christlicher Bauern unter Führung des Bischofs Dionysios herausgefordert. Die Ereignisse lösten eine neue Welle der Islamisierung aus, denn nach der Niederschlagung gingen die Machthaber auch gegen Unbeteiligte vor. So wurden alle Christen aus dem Burgbezirk vertrieben und ihre Kirchen in Moscheen umgewandelt.
Wie auf dem gesamten Balkan so hatten auch in Epirus die Derwisch-Sekten und unter diesen vor allem die Bektaschi großen Anteil an der Islamisierung. Schon im 15. Jahrhundert waren mit den osmanischen Truppen Derwische ins Land gekommen. Für 1431 ist ein gewisser Haydar Baba belegt und während der Herrschaft Sultan Bayezids II. (1481–1512) gründete Hüseyin Baba in Konitsa die erste Tekke (Derwischkloster) auf epirotischen Boden.
Nach einer erfolglosen Belagerung Korfus im Jahr 1537 schlug die osmanische Flotte im Jahr darauf eine christliche Armada in der Seeschlacht von Preveza. Dadurch erlangten die Türken für Jahrzehnte die absolute Kontrolle über das Seegebiet vor der epirotischen Küste. Darüber hinaus waren sie nun die stärkste Seemacht im gesamten Mittelmeer.

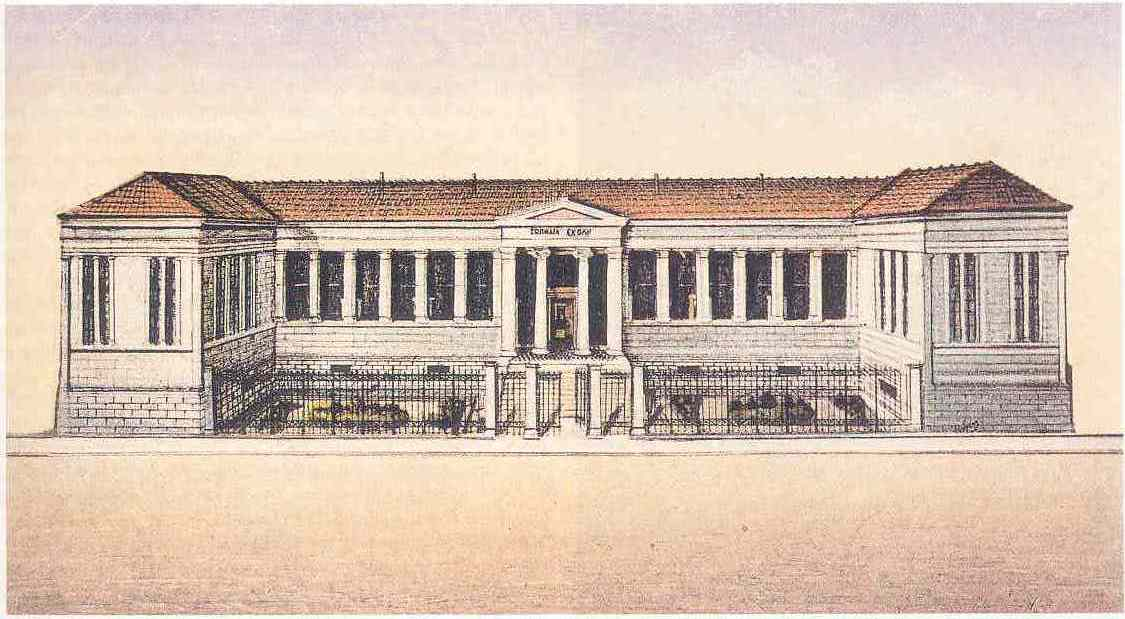
Zosimea-Gymnasium in Ioannina, eröffnet 1828

Im 18. Jahrhundert verfiel die osmanische Macht auch im Epirus und der albanische Pascha Ali Tepelena, der 1788 in Ioannina Provinzgouverneur geworden war, konnte an der ionischen Küste eine quasi unabhängige Herrschaft begründen. Viele Albaner traten in dieser Zeit zu den Bektaschi über, weil Ali Pascha diese Sekte förderte. Bedeutende Tekken im südalbanisch-epirotischen Raum gab es damals in Melçan, Melan, Konitsa, Korça, Koshtan Frashër und Gjirokastra (Zall-Tekke). Ali paktierte mit den aufständischen Griechen und versuchte einen unabhängigen Staat zu errichten, wurde aber von osmanischen Agenten im Februar 1822 ermordet. Im Juli desselben Jahres unterlagen osmanische Truppen unter Reşid Mehmed Pascha einem Heer griechischer Aufständischer bei Arta.
Als Griechenland 1829 unabhängig wurde, verblieb Epirus beim Osmanischen Reich. Schon frühzeitig aber beanspruchte die hellenische Nationalbewegung das gesamte Gebiet für den griechischen Staat. Im Zuge einer osmanischen Verwaltungsreform wurde 1864 auch das Vilayet Ioannina eingerichtet, das ganz Epirus und Teile Mittelalbaniens (insgesamt 17.200 km²) umfasste. 1828 hatten die Gebrüder Zosimas in Ioannina ein privates griechisches Gymnasium gegründet. Diese Zosimea genannte Schule war etwa ein Jahrhundert lang die bedeutendste Bildungsstätte des Landes. Sie wurde nicht nur von orthodoxen Griechen, sondern auch von vielen Albanern aller Konfessionen besucht.

### Die Epoche des Nationalismus

#### Von der Balkankrise 1877 bis zur Jungtürkischen Revolution 1908
Spätestens nach der Eingliederung der Ionischen Inseln in den griechischen Staat (1864) richtete sich das Augenmerk der griechischen Außenpolitik verstärkt auf Epirus. Schon 1844 hatte der aus der Gegend von Ioannina stammende Ministerpräsident, Ioannis Kolettis, die mit der so genannten Megali Idea verbundenen territorialen Ansprüche Griechenlands präzisiert und auch Epirus ausdrücklich erwähnt. Während des Berliner Kongresses 1878 forderte der griechische Vertreter Theodoros Deligiannis u. a. die Annexion von Epirus, erhielt aber von den Großmächten nur unbestimmte Aussagen zu griechischen Gebietserweiterungen.

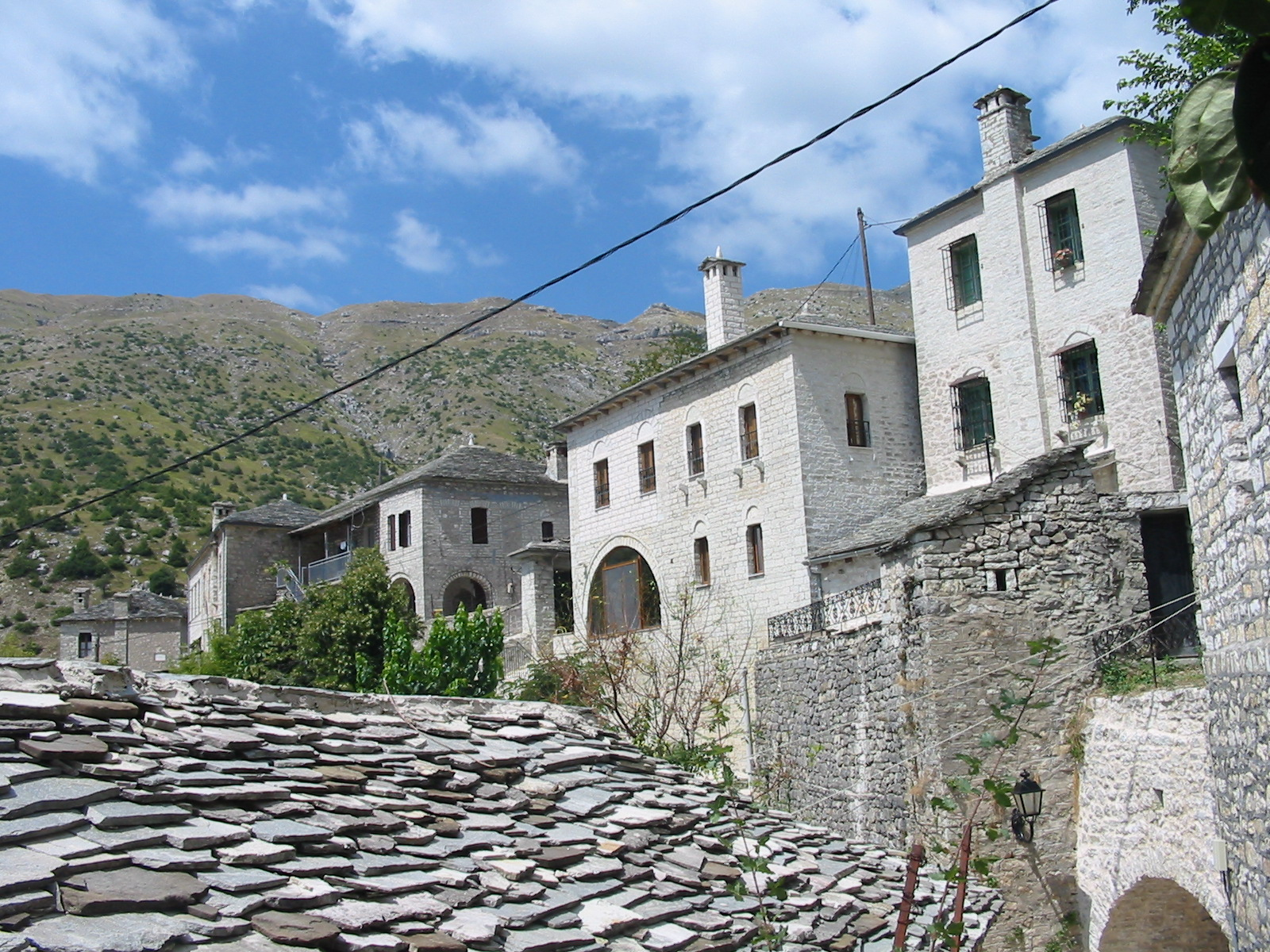
Syrrako im Pindosgebirge

Aufgeschreckt durch die Pläne zur Aufteilung der europäischen Türkei (1877) konnte die neu gebildete albanisch-nationale Liga von Prizren auf die Schnelle nur ein negatives Programm formulieren, sprich die Beibehaltung der alten Grenzen und den Verbleib aller Vilayets mit albanischer Bevölkerung beim Osmanischen Reich. Dazu zählten die Albaner auch das epirotische Vilayet Janina. Im Winter 1878/79 beteiligten sich albanische Freiwillige in Preveza und Ioannina erfolgreich an der Abwehr griechischer Truppen, die die von den Großmächten in Berlin vage versprochenen Gebietsgewinne durchsetzen sollten.
1881 kam unter Vermittlung Großbritanniens und Frankreichs ein türkisch-griechischer Vertrag zustande und Griechenland konnte die Region um Arta in Besitz nehmen, während der größte Teil von Epirus beim Osmanischen Reich blieb.
Gefördert aus dem Mutterland gewann die griechische Nationalbewegung im osmanischen Epirus in den letzten beiden Jahrzehnten des 19. Jahrhunderts rasch an Fahrt. Die nationalen Aktivisten konnten sich dabei vor allem auf die kirchliche Infrastruktur und das dichte griechischsprachige Schulnetz stützen. Die traditionelle Kultusautonomie des orthodoxen Rum-Millets, das von den Griechen dominiert wurde, bot hierfür günstige Voraussetzungen. Die Albaner hatten dem nur wenig entgegenzusetzen. Anders als die Griechen waren sie konfessionell gespalten (in Orthodoxe u. Muslime), sie hatten keine Schulen in ihrer Sprache und auch keinen Nationalstaat zur Unterstützung im Hintergrund; ihre Interessenvertretung, die Liga von Prizren, wurde von den osmanischen Behörden bald nach der Ratifizierung des Berliner Friedens mit Waffengewalt unterdrückt. Danach wurde die nationale Sache der Albaner in Epirus vor allem von den Bektaschi vertreten. Die großen Tekken in Melçan, Frashër, Melan, Konitsa und Gjirokastra wurden zu Kristallisationspunkten der albanischen Nationalbewegung in Epirus. Die Derwischklöster dienten als albanischsprachige Bildungszentren und sie waren für die Verbreitung von albanischen Schriften verantwortlich. Beides war damals seitens der osmanischen Behörden und auch von der griechisch-orthodoxen Kirche verboten. Gleichwohl gab es vor allem in der Region Korça auch orthodoxe Albaner, die sich an der Nationalbewegung beteiligten und deshalb in Konflikt mit dem griechischen Klerus gerieten.
| Bevölkerung in Epirus nach dem religiösen Bekenntnis 1908 | Bevölkerung in Epirus nach dem religiösen Bekenntnis 1908 | Bevölkerung in Epirus nach dem religiösen Bekenntnis 1908 |
| Region                                                    | Orthodoxe                                                 | Muslime                                                   |
| --------------------------------------------------------- | --------------------------------------------------------- | --------------------------------------------------------- |
| Süd-Epirus 1913 griechisch                                | 160.000                                                   | 38.000                                                    |
| Nord-Epirus umstritten 1920 albanisch                     | 107.000                                                   | 103.000                                                   |
| Insgesamt                                                 | 267.000                                                   | 151.000                                                   |

So unterschiedlich die Voraussetzungen auch waren, nach 1900 konkurrierten zwei nationale Bewegungen um Epirus, und beide beanspruchten das gesamte Land von Himara im Norden bis Preveza im Süden, vom Ionischen Meer im Westen bis hin zum Prespasee im Osten für sich. In den meisten Gegenden aber lebten Griechen und Albaner, Christen und Muslime nebeneinander. Außerdem gab es eine Reihe von ethnischen Minderheiten: die im ganzen Land verbreiteten Walachen (Aromunen), die Türken in Ioannina, die große jüdische Gemeinde ebenda und schließlich die mazedonischen Slawen rings um Korça und den Prespasee.
1908 übernahmen die Jungtürken die Macht in Konstantinopel. Diese reformorientierte Bewegung hatte anfangs auch unter den Albanern in Epirus Anhänger, nicht zuletzt weil man sich Schutz vor dem anwachsenden bewaffneten Widerstand der Griechen versprach. Freischärler versuchten zu dieser Zeit einen Aufstand in Epirus anzuzetteln, um den Anschluss der Provinz an das griechische Mutterland zu beschleunigen. Als aber die Jungtürken im folgenden Jahr einen aggressiv nationalistischen Kurs einschlugen, gingen die Albaner zu ihnen auf Distanz. Geschwächt durch Aufstände in den meisten europäischen Provinzen und durch den Krieg in Libyen verloren das osmanische Militär und die Gendarmerie im Laufe des Jahres 1911 auch in Epirus zusehends die Kontrolle. In verschiedenen Regionen operierten griechische und albanische Freiheitskämpfer.

#### Balkankrieg und Erster Weltkrieg
Unter diesen Umständen benötigte die griechische Armee im Ersten Balkankrieg nur wenige Truppen für die Eroberung des Epirus. Nur weil der griechische Hauptstoß auf Thessaloniki gerichtet war, dauerte es längere Zeit, bis die Türken auch im Nordwesten endgültig besiegt wurden. Am 18. Oktober 1912 überschritten griechische Truppen bei Arta die Grenze und stießen nach Nordwesten vor. Am 14. November 1912 überquerte eine andere Abteilung den Zygos- bzw. Katarra-Pass im Pindosgebirge und nahm Metsovo ein. Knapp zwei Wochen später waren die Türken in Ioannina eingeschlossen. Im Norden hatten die Griechen Konitsa, Përmet, Erseka, Saranda, Himara und Gjirokastra bis Ende November bereits eingenommen. Im Dezember besetzten sie schließlich auch Korça. Im Gegensatz zu den Bündnispartnern ging die griechische Regierung im Herbst 1912 nicht auf die türkische Bitte um Waffenstillstand ein, sondern führte die Kämpfe in Epirus fort, zum einen um Ioannina zu erobern, zum anderen um gegen die albanischen Rebellen vorzugehen. Gegen die Albaner wurde ein erbitterter Kleinkrieg geführt, an dem auch viele Freiwillige aus der Region teilnahmen. Griechen und Albaner brannten sich gegenseitig die Dörfer ab, zerstörten Kirchen und Moscheen und vertrieben die Bevölkerung. Die griechischen Freischärler waren dabei, dank der Rückendeckung durch die Armee, deutlich erfolgreicher. So wurden während des Balkankrieges und der mit kurzer Unterbrechung bis 1916 währenden Besatzungszeit die meisten Bektaschi-Tekkes von griechischen Extremisten geplündert und zerstört. Die Kämpfe gegen die osmanische Armee fanden im Frühling 1913 ihr Ende. Nach einem erneuten Angriff kapitulierten die Türken in Ioannina am 6. März und 30.000 Soldaten gingen in Gefangenschaft.
Die Londoner Botschafterkonferenz der sechs europäischen Großmächte (Großbritannien, Frankreich, Deutschland, Italien, Österreich-Ungarn und Russland) konnte im Frühjahr 1913 keine Lösung für die staatliche Zugehörigkeit der epirotischen Gebiete finden und vertagte die Angelegenheit. Die gesamte Region blieb unter griechischer Besatzung. Im Herbst 1913 bereiste eine gemischte Kommission der Großmächte das Land, um die Grenze zwischen dem im Jahr zuvor unabhängig gewordenen Albanien und Griechenland festzulegen. Neben der ethnischen Zugehörigkeit der lokalen Bevölkerung spielten dabei auch strategische Überlegungen eine Rolle. Auf den Verlauf der wenigen Straßen musste Rücksicht genommen werden. Albanien sollte nicht zu klein werden und Italien wollte nicht, dass Griechenland die Meerenge von Korfu allein beherrschen konnte. Im Dezember unterzeichneten die Vertreter der sechs Mächte in Florenz ein Protokoll, in dem der Grenzverlauf definiert wurde.
Die nach dem Tagungsort Florence-Line genannte albanisch-griechische Grenze blieb seitdem im Großen und Ganzen unverändert. Sie beginnt nahe dem Kap Stilos und verläuft zunächst in südöstlicher Richtung, erreicht bei Konispol (albanisch) den südlichsten Punkt und wendet sich dann Richtung Nordosten. Delviniki und Konitsa kamen zu Griechenland, Përmet zu Albanien, dann quert die Grenze den Berg Gramos, lässt Erseka auf der albanischen Seite und wendet sich beim Dorf Trestenik nach Norden. Nordöstlich von Bilisht (albanisch) quert sie den kleinen Prespasee und trifft schließlich bei Psarades (griechisch) auf den großen Prespasee. 6500 km² waren Albanien zugeschlagen worden und 7500 km² hatte Griechenland bekommen. Im Ergebnis einer Reise des griechischen Ministerpräsidenten Eleftherios Venizelos nach Wien und Rom, wurde die Grenze Anfang Januar 1914 noch ein wenig zu Gunsten Griechenlands korrigiert. Am 21. Februar schließlich gab die griechische Regierung ihre offizielle Zustimmung zum Protokoll von Florenz, und im März räumte die griechische Armee Nord-Epirus.

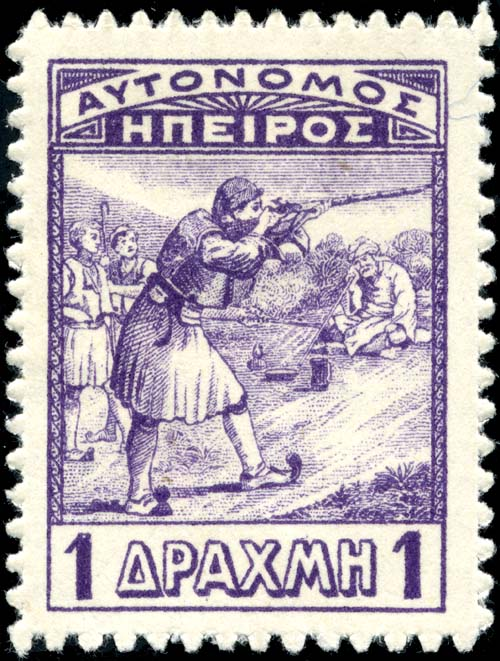
Briefmarke der griechischen Autonomieregierung

Die griechische Öffentlichkeit, die Politiker und insbesondere die Griechen in den an Albanien gefallenen Gebieten waren aber weit davon entfernt, die neue Grenze zu akzeptieren und arbeiteten auf eine Revision hin. Noch ehe der Rückzug der griechischen Armee begonnen hatte, hielten die Griechen in Arjirókastro eine Versammlung ab und erklärten Nord-Epirus zu einem unabhängigen Staat. Regierungschef wurde der ehemalige griechische Außenminister Georgios Christakis-Zografos. Er war wie der zum Außenminister ernannte Alexandros Karapanos ein enger Parteigänger von Eleftherios Venizelos. Die griechischen Bischöfe der Region unterstützten die nationale Widerstandsbewegung, drei von ihnen Vassileios von Dryinoupolis, Spyridon von Vellas und Konitsa sowie Germanos von Korytsa traten in die Regierung der Aufständischen ein. Die ihnen zu Gebote stehenden Bewaffneten rekrutierten sich nicht nur aus Einheimischen, vielmehr kamen auch viele Freiwillige aus anderen griechischen Regionen. Nach dem Rückzug der griechischen Armee herrschte permanenter Kleinkrieg zwischen den Griechen und Albanern, mit zahlreichen Überfällen und Massakern von beiden Seiten.
Die machtlose albanische Regierung war nicht in der Lage, die Kontrolle über das Gebiet zu übernehmen. Die muslimische Opposition lastete das ungelöste Epirus-Problem dem deutschen Fürsten Albaniens, Wilhelm zu Wied, an und trug so dazu bei, dass dessen Herrschaft schnell unpopulär bei den Albanern wurde. Unter großem innenpolitischen Druck musste seine Regierung Ende April Verhandlungen mit Griechenland aufnehmen. Das im Mai 1914 unterzeichnete Protokoll von Korfu beließ Nord-Epirus zwar bei Albanien, gewährte den Griechen aber weitreichende Autonomie. Ihnen wurden sogar eigene Streitkräfte zugestanden. Damit wurde der status quo bestätigt: Die Souveränität Albaniens existierte nur auf dem Papier, die tatsächliche Macht hatten die Griechen. Die albanische Bevölkerung leistete dagegen weiter Widerstand.
Der südliche Epirus wurde unmittelbar nach der Eroberung 1913 in den griechischen Staat integriert, so wurde unter anderem eine geordnete Verwaltung errichtet. Da sich Griechenland als unitarischer Nationalstaat begriff, begann man Druck auf die muslimisch-albanische Minderheit auszuüben, damit diese das Land verließe. In den ersten Jahren überfielen Gruppen von irregulären Bewaffneten Dörfer und terrorisierten die Einwohner. Wohlhabende muslimische Grundbesitzer wurden vollständig und entschädigungslos enteignet. Ohne Lebensgrundlage waren sie und ihre Familien dann gezwungen zu emigrieren. Hunderte junge Männer wurden auf die ägäischen Inseln deportiert. Die Behörden warfen ihnen vor, dass sie sich an Aufständen gegen die neue Staatsmacht beteiligt hatten. Bei den Verhandlungen um den griechisch-türkischen Bevölkerungsaustausch im Jahr 1923, erreichte die griechische Regierung, dass die Türken sich auch zur Aufnahme von 5000 epirotischen Albanern bereit erklärten. Im Gegenzug wurden aus Kleinasien vertriebene Griechen in Epirus angesiedelt. 1926 erklärte Griechenland die Umsiedlungsprozesse für abgeschlossen. Erst jetzt erhielten die in Epirus verbliebenen Albaner die griechische Staatsbürgerschaft.
Als der Erste Weltkrieg begann, zerfiel der ohnehin nur in Ansätzen ausgebildete albanische Staat. In dieser Situation ermunterte Großbritannien die griechische Regierung, Nord-Epirus erneut zu besetzen, um die öffentliche Ordnung zu gewährleisten. Die Krieg führenden Mächte beider Seiten versprachen Nord-Epirus den noch neutralen Staaten als Gewinn, wenn sie in den Krieg eintreten würden. Außer Griechenland hatte auch Italien, das im östlichen Mittelmeerraum auf Expansionen aus war, Interesse an der Region. Zunächst aber marschierten im Oktober 1914 griechische Truppen wieder in Nord-Epirus ein. Im folgenden Jahr errang jedoch Italien diplomatische Vorteile in der albanisch-epirotischen Angelegenheit. Nach Abschluss des Londoner Vertrags, der den Italienern u. a. das Protektorat über Albanien zusicherte, trat Italien auf Seiten der Entente in den Krieg ein. Griechenland folgte erst im Sommer 1917.

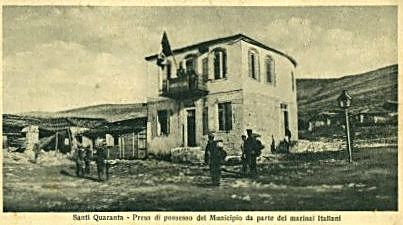
Saranda im Ersten Weltkrieg

Im August 1916 marschierten italienische Einheiten von ihrer Basis Vlora aus nach Nordepirus und verdrängten dort die griechischen Truppen. Offizieller Grund dafür waren strategische Notwendigkeiten: Die Flanke der Salonikifront in Makedonien müsse gedeckt werden. Im Januar 1917 besetzten die Italiener noch Konitsa, Delvinaki und Sayada südlich der Florence Line, um die Straße ins französisch besetzte Korça zu kontrollieren. Tatsächlich sollten so Fakten für die Nachkriegsordnung geschaffen werden. Vor allem wollte man die griechische Kontrolle über die Meerenge von Korfu verhindern. Die Italiener ersetzten die griechische Zivilverwaltung durch Albaner und erlaubten diesen bewaffnete Polizeikräfte. Nach den Jahren der Unterdrückung durch die Griechen wurden jetzt die Bewohner griechischer Dörfer Opfer von Plünderung und Vertreibung durch die Albaner.
Kurz vor Kriegsende im Herbst 1918 hatte die griechische Regierung den Verbündeten ihren Anspruch auf ganz Epirus bis zur Vjosa mitgeteilt und war auf starken Widerstand Italiens gestoßen, während Frankreich und Großbritannien geneigt waren, den griechischen Wünschen zu entsprechen. Auf der im Februar 1919 eröffneten Pariser Friedenskonferenz war Nord-Epirus nur ein Problem unter mehreren für die Griechen und gewiss nicht das wichtigste. Während der Verhandlungen zeigte sich, dass neben Italien auch die USA die griechischen Maximalforderungen ablehnten. Die Albaner waren offiziell nicht vertreten, weil sie zu der Zeit keine anerkannte Regierung hatten. Die Alliierten hörten aber eine albanische Delegation unter Turhan Pascha an. Die Epirusfrage blieb bis zum Rückzug der amerikanischen Delegation aus Paris im Herbst 1919 ungelöst. Durch innere Krisen geschwächt und vom militärischen Widerstand der Albaner zermürbt, gab Italien im folgenden Jahr seine Gebietsansprüche in Südalbanien auf. Griechenland fand sich zwei Jahre später nach der Niederlage in Kleinasien bereit, die Florence Line zu akzeptieren.

#### Seit 1920

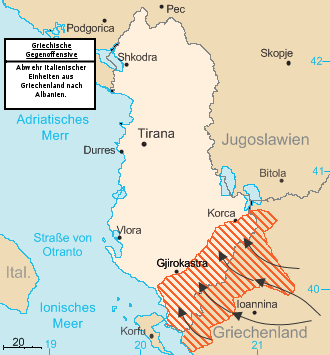
Kriegsgebiet in Epirus 1940/41

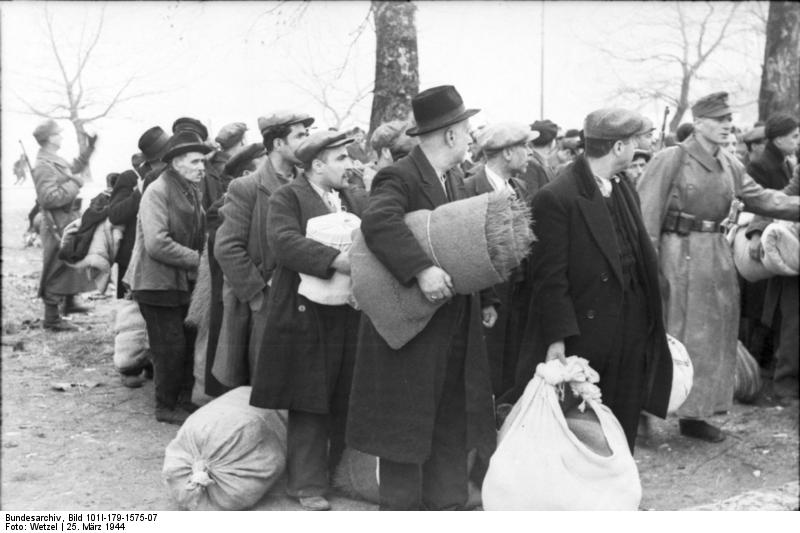
Deportation der Juden von Ioannina 1944

Zu beiden Seiten der Grenze lebten auch nach dem Ersten Weltkrieg nationale Minderheiten, deren Behandlung durch die jeweilige Regierung wiederholt Anlass zu Spannungen zwischen Albanien und Griechenland gaben. Während Griechenland die Existenz einer albanischen Bevölkerungsgruppe offiziell nicht anerkannte und die Assimilation (bei den Orthodoxen) bzw. die Vertreibung (bei den Muslimen, siehe Çamen) forcierte, führte in Albanien die Gründung der eigenständigen albanischen orthodoxen Kirche zu neuen Schwierigkeiten für die griechische Bevölkerung. 1921 wurden die vier griechischstämmigen Bischöfe und viele Priester des Landes verwiesen. Unter der Diktatur Ahmet Zogus wurden dann ab 1928 die kirchlichen Schulen der Griechen geschlossen.
1939 wurde Nord-Epirus mit ganz Albanien vom faschistischen Italien besetzt. In der Region formierten sich im Oktober 1940 die italienischen Truppen zum Überfall auf Griechenland. Die Griechen konnten den Angriff zurückschlagen und es gelang ihnen, im Dezember 1940 bis nach Himara, Gjirokastra und Korça vorzustoßen. Nachdem Griechenland mit Hilfe der deutschen Wehrmacht im Mai 1941 besiegt worden war, kam Süd-Epirus unter italienisches Besatzungsregime. In den Siedlungsgebieten der Çamen wurde eine albanische Zivilverwaltung etabliert. Der Zweite Weltkrieg bedeutete für alle Bevölkerungsgruppen des Landes großes Leid und war mit wechselseitigen Verfolgungen und Grausamkeiten verbunden. Die italienischen und deutschen Besatzer nutzten die vorhandenen Nationalitätenkonflikte aus, um ihre Herrschaft zu stabilisieren. So begünstigten die Italiener Albaner und Aroumunen und gründeten Polizeieinheiten, die aus Angehörigen dieser Völker bestanden, um die Griechen niederzuhalten. Ein Teil der albanisch-muslimischen Bevölkerung kollaborierte aktiv mit den italienischen und deutschen Truppen und terrorisierte ab Juli 1942 die Zivilbevölkerung in Thesprotien. Die Deutschen waren für die Auslöschung der großen jüdischen Gemeinde von Ioannina verantwortlich, deren Angehörige sie im März 1944 in die Vernichtungslager deportierten.
Die Gebirge von Epirus wurden bald ein Zentrum des antifaschistischen Widerstands. Der griechische Epirus war dabei die Hochburg der Widerstandsorganisation EDES und ELAS. Als die ehemals linksliberale und sozialistische Widerstandsbewegung EDES von Komninos Pyromaglou und General Nikolaos Plastiras unter der Führung von Napoleon Zervas mehr und mehr zu einem Sammelbecken royalistischer Kräfte wurde, kam es im Winter des Jahres 1943 zum Konflikt mit der ELAS. Im albanischen Teil gelang den kommunistischen Partisanen schon im Sommer 1943 die Befreiung der Region um Përmet.
Nach der Befreiung im Herbst 1944 wurden die noch im südlichen Epirus lebenden ca. 20.000 muslimischen Albaner von griechischen Truppen nach Albanien vertrieben, weil man ihnen kollektiv Kollaboration mit den italienischen bzw. deutschen Besatzungstruppen vorwarf. Die vertriebenen Çamen versuchten sich in Albanien politisch zu organisieren, um auf ihr Schicksal aufmerksam zu machen und die albanische Regierung forderte 1946 auf der Pariser Friedenskonferenz auch, ihnen die Rückkehr nach Griechenland zu gestatten. Da aber die albanischen Kommunisten ihre Genossen im Griechischen Bürgerkrieg unterstützten, war von Anfang an klar, dass sie kein Gehör bei den westlichen Alliierten und der griechischen Regierung finden würden. Die Flüchtlingsfrage wurde später wegen der eskalierenden Ost-West-Konfrontation einfach ignoriert.
Seit 1946 war der griechische Epirus eines der wichtigsten Operationsgebiete der kommunistischen DSE im griechischen Bürgerkrieg. Hier konnte sie größere Landstriche unter ihre Kontrolle bringen. Im Rahmen der Komintern erhielt die DSE logistische Unterstützung aus Albanien. Der Bürgerkrieg endete im August 1949 mit einer Schlacht am Berg Gramos, in der die DSE die entscheidende Niederlage erlitt.
Vom Ende des Zweiten Weltkrieges bis 1990 war die durch den Epirus verlaufende albanisch-griechische Grenze hermetisch geschlossen. Zwischen beiden Ländern herrschte wegen der Ereignisse im Griechischen Bürgerkrieg faktisch noch Kriegszustand. Auf der albanischen Seite war die Grenze scharf bewacht und auf Menschen, die der stalinistischen Gewaltherrschaft zu entfliehen suchten, wurde geschossen. Die Zahl der Opfer ist bis heute unbekannt. Nach dem Ende des kommunistischen Regimes verließen zehntausende Menschen (Albaner und Angehörige der griechischen Minderheit, aber auch andere wie Roma und Aromunen) wegen der desolaten Wirtschaftslage Albanien und ließen sich in Griechenland nieder.

### Ur- und Frühgeschichte
- Nena Galanidou, Christina Poupoulia, Stefanos Ligovanlis: The Middle Palaeolithic bifacial tools from Megalo Karvounari, in: Björn Forsén, Nena Galanidou, Esko Tikkala (Hrsg.): Thesprotia Expedition. Landscapes of nomadism and sedentism, Bd. III, Suomen Ateenan-Instituutin säätiö, 2016, S. 29–58. (academia.edu)

### Antike
- William Bowden: Epirus Vetus. The archaeology of a late antiquity province. Duckworth, London 2003, ISBN 0-7156-3116-0.
- Pierre Cabanes: Épire et Illyrie méridionale dans l’Antiquité: opera selecta. (BCH Supplément, 68). École française d’Athènes, Athen 2024.
- Pierre Cabanes: L’Épire de la mort de Pyrrhos à la conquète romaine. (272–167 av. J. C.) (= Centre de Recherches d’Histoire Ancienne. Vol. 19, ZDB-ID 340264-2 = Annales littéraires de l’Universite de Franche-Comté. Vol. 186). Belles Lettres, Paris u. a. 1976 (Zugleich: Besançon, Univ., Diss., 1974).
- Susanne Funke: Aiakidenmythos und epeirotisches Königtum. Der Weg einer hellenischen Monarchie. Steiner, Stuttgart 2000, ISBN 3-515-07611-5 (Zugleich: Köln, Univ., Diss., 1995).
- Nicholas Geoffrey Lemprière Hammond: Epirus. The Geography, the Ancient Remains, the History and the Topography of Epirus and adjacent Areas. Clarendon Press, Oxford 1967.
- Nikola Moustakis: Heiligtümer als politische Zentren. Untersuchungen zu den multidimensionalen Wirkungsgebieten von polisübergreifenden Heiligtümern im antiken Epirus (= Quellen und Forschungen zur Antiken Welt. Bd. 48). Utz, München 2006, ISBN 3-8316-0560-2 (Zugleich: Münster, Univ., Diss., 2001).
- Thomas F. Tartaron: Bronze Age landscape and society in Southern Epirus, Greece (= BAR International Series. Vol. 1290). Archaeopress, Oxford 2004, ISBN 1-84171-640-5 (Zugleich: Boston, Univ., Diss., 1996: Bronze Age settlement and subsistence in Southwestern Epirus, Greece.).
- James Wiseman, Konstantinos Zachos (Hrsg.): Landscape archaeology in Southern Epirus, Greece (= Hesperia. Supplement. Vol. 32). Band 1. American School of Classical Studies, Athen 2003, ISBN 0-87661-532-9.

### Mittelalter
- Paul Magdalino: Between Romaniae: Thessaly and Epirus in the Later Middle Ages. In: Benjamin Arbel, Bernard Hamilton, David Jacoby (Hrsg.): Latins and Greeks in the Eastern Mediterranean after 1204 (= Mediterranean Historical Review. Band  4, Nr. 1, 1989). Cass, London u. a. 1989, ISBN 0-7146-3372-0, S. 87–110.
- Donald M. Nicol: The despotate of Epiros, 1267–1479. A contribution to the history of Greece in the Middle Ages. Cambridge University Press, Cambridge 1984, ISBN 0-521-26190-2.
- Johannes Pahlitzsch: Epirus und die ionischen Inseln im Hochmittelalter. Zur Geschichte der Region im Rahmen des Themas Nikopolis und der Inselthemen Kerkyra und Kephallenia im Zeitraum ca. 1000-1204. In: Südost-Forschungen. Band 56, 1997, S. 1–25.

### Neuzeit
- Sarah F. Green: Notes from the Balkans. Locating marginality and ambiguity on the Greek-Albanian border. Princeton University Press, Princeton NJ u. a. 2005, ISBN 0-691-12198-2.
- Nikolaos Petsalis-Diomidis: Greece at the Paris Peace Conference (1919). (= Institute for Balkan Studies Vol. 175). Institute for Balkan Studies, Thessaloniki 1978.
- Tom J. Winnifrith: Badlands – borderlands. A history of Northern Epirus / Southern Albania. Duckworth, London 2002, ISBN 0-7156-3201-9.